# Бастіон-01
«Бастіон-01» — українська реактивна система залпового вогню на базі автомобіля КрАЗ-260 та КрАЗ-6322РА і бойової частини БМ-21 «Град», прийнята на озброєння у 2008.

## Опис

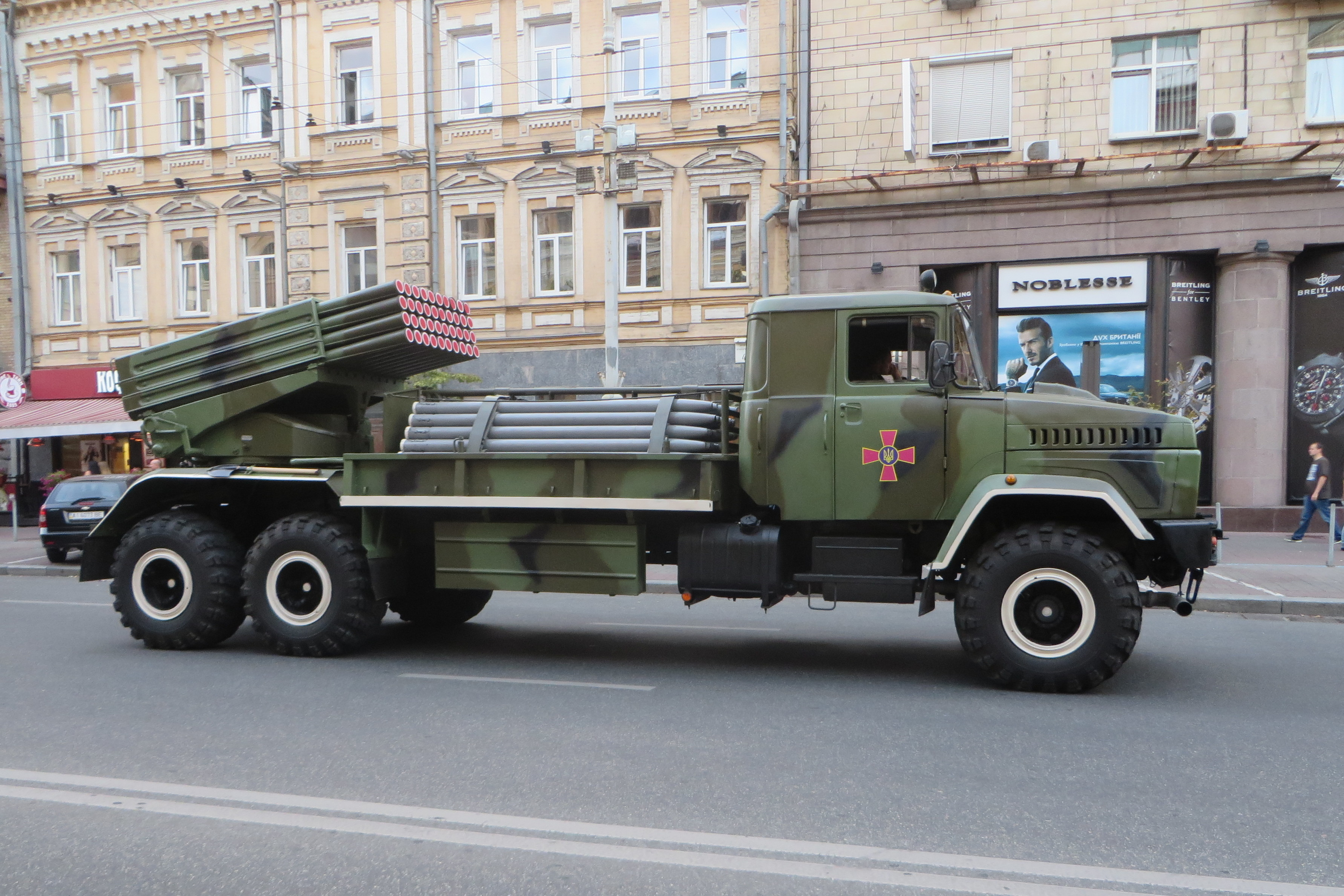
Бастіон-2 під час тренувального маршу перед парадом на День незалежності, 22 серпня 2014 року, Київ, Україна

«Бастіон-01 (02)» — бойові комплекси реактивної системи залпового вогню у складі автомобіля-шасі КрАЗ-6322 і артилерійської частини — реактивної системи залпового вогню БМ-21 «Град». Призначені для знищення живої сили й бойової техніки супротивника, артилерійських і мінометних батарей, руйнування укріплень, опорних пунктів і вузлів опору супротивника. Дальність стрільби комплексу — до 40 км.
Автомобіль упевнено працює в екстремальних природних, кліматичних і дорожніх умовах всіх континентів в діапазоні температур від −50 до +60 °С на висоті до 5 тис. м над рівнем моря, долає водні перешкоди глибиною до 1,5 м, сніжний покрив до 0,6 м. Обладнаний системою централізованої підкачки шин, що забезпечує високу прохідність по ґрунтах з низькою тримкістю. На замовлення споживача автомобіль може бути виконаний як з лівостороннім, так і з правостороннім кермовим управлінням, оснащуватися броньовим захистом кабіни, основних вузлів і агрегатів.

## Модифікації
- «Бастіон»-01 — базова модель.
- «Бастіон»-02 — версія «Бастіон»-01 з подовженою колісною базою, на якій розміщений додатковий боєкомплект. Так само особливістю цього варіанту є комплектація бойової машини двома ПЗРК.

## Бойове застосування

### Російсько-українська війна
В квітні 2022 року в соціальних мережах було поширене відео роботи українських РСЗВ «Бастіон-02» по російському противнику.

## Оператори
- Україна
- ДР Конго — було помічено «Бастіон-01» у боях проти бойовиків на сході країни 2023 року[4].
- Грузія[5]
- Сенегал — 6 одиниць КрАЗ-6322ПА «Бастіон-01» (Під час святкування Сенегалом Дня Незалежності на військовому параді в Дакарі в квітні 2017 року була помічена техніка української розробки, як РСЗВ калібру 122-мм на шасі КрАЗ (ймовірно «Бастіон-01») так і бронеавтомобіль «Дозор-Б», ймовірно у модифікації Oncilla виробництва польської компанії Mista[6].)